# نيشان الأمير هنري
نيشان الأمير هنري (بالبرتغالية: Ordem do Infante Dom Henrique‏) هو وسام برتغالي من الفروسية تم إنشاؤه في 2 يونيو 1960، لإحياء الذكرى الخمسية لوفاة الأمير البرتغالي هنري الملاح، أحد المبادرين الرئيسيين لعصر الاكتشاف. حدثت إصلاحات طفيفة لدستور النظام في عامي 1962 و 1980. 
إنه ترتيب من خمسة مستويات، تُمنح ألقابه للخدمات ذات الصلة للبرتغال والخدمات في توسيع الثقافة البرتغالية وتاريخها وقيمها (مع التركيز بشكل خاص على تاريخها البحري). عدد الأعضاء في كل درجة مقيد بموجب دستورها، ويتم منح الألقاب بموجب مرسوم خاص من قبل السيد الأكبر في الأمر، أي رئيس البرتغال.

## تاريخ
تم إنشاء نيشان الأمير هنري في عام 1960 للاحتفال بالذكرى الخامسة. الذكرى المئوية لوفاة هنري الملاح، المستكشف، نجل جواو الأول (ملك البرتغال) والملكة فيليبا لانكاستر، واحدة من أعضاء جيل يميل والقوة الدافعة وراء كبيرة الخطة الوطنية التي كانت الاكتشافات. 
إنفانتي د.هنريكي، دوق فيسيو، ولد في بورتو في 4 مارس 1394 وتوفي في ساجريس في 13 نوفمبر 1460. كان إنفانتي حاكمًا ومسؤولًا عن وسام المسيح، الذي خصص موارده لتمويل الاكتشافات. كرس نفسه لدراسة الرياضيات وعلم الكونيات. قام بتطبيق استخدام الإسطرلاب على الملاحة وابتكر مخططات مسطحة.
تم إنشاء الوسام في عام 1960 تكريما للأمير هنري وبموجب استحضاره بموجب المرسوم رقم 43001 المؤرخ 2 يونيو 1960 وهو مصمم لمكافأة الأنشطة أو الخدمات المتعلقة بالدراسات التاريخية والبحرية أو المعرفة ونشر توسع البرتغال في العالم.  

## درجات
يتضمن الترتيب عدة فئات ؛ بترتيب تنازلي للأقدمية، هم:
- الياقة الكبرى ( جراند-كولار - GColIH)
- جراند كروس ( الصليب الكبير - GCIH)
- الضابط الكبير (ضابط كبير- GOIH)
- قائد (قائد - ComIH)
- ضابط (الرسمية - OIH)
- فارس / دام ( كافاليرو - CvIH / Dama - DmIH)

- هناك أيضًا ميدالية فضية ( ميدالية فضية - MedPIH) وميدالية ذهبية ( ميدالية ذهبية - MedOIH).
- لا يمكن منح وسام الياقة الكبرى الخاص إلا لرؤساء الدول.
- تتميز الأشرطة والميداليات بخطوط متساوية من الأزرق والأبيض والأسود (إما أفقيًا أو رأسيًا) وصليب ذهبي مطلي بالياقوت. تحمل نجوم الضابط الأكبر و الصليب الكبير نقش «موهبة العمل الجيد».
- تمنح العضوية في الأمر من قبل الرئيس، إما بمبادرة منه، بناءً على توصية من وزرائه أو بعد ترشيح من قبل مجلس الأمر.

### شارات
إن شارة الياقة الكبرى عبارة عن عقد وشريط وصفيحة ذهبية. إن شارة الصليب الكبير عبارة عن شريط ولوحة ذهبية. شارة الضابط الأكبر عبارة عن رباط للرقبة ولوحة ذهبية. يتم تعيين طوق للرقبة وصفيحة فضية للقائد كعلامة. يرتدي الضابط ميدالية وردية كشارة. الفارس لديه وسام كشارة له.
ترتدي السيدات المكرمات الأقواس بدلاً من الأربطة والميداليات. الأقواس كبيرة بالنسبة لدرجات الضابط والقائد، صغيرة مع وردة للضابط وصغيرة (فردية) للملكة.

## إعادة التسمية
بصفتها مستشارة لمجلس الطلبيات الوطنية، التي تتضمن وسام الحرية، تمت إعادة تسمية مانويلا فيريرا ليتي في عام 2021. تم تعيين فيريرا ليت في البداية في عام 2011 وأعيد تعيينه في عام 2016. حل محل جواو بوسكو موتا أمارال في المنصب.

## الياقات الكبيرة

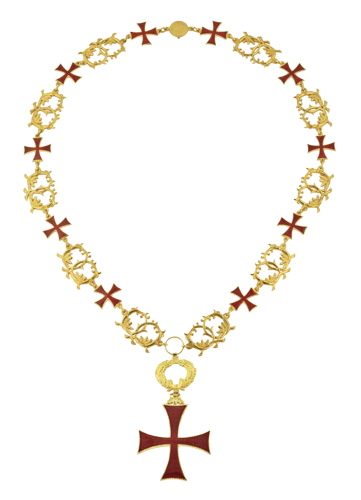
قلادة كبيرة من وسام إنفانتي د.هنريكي

إن غراند كولار هو أعلى رتبة في وسام إنفانت دي. هنريكي. يتم استخدامه من قبل رئيس الجمهورية باعتباره السيد الأكبر للوسام. وهي مخصصة تقليديا لرؤساء الدول، مع استثناءات قليلة تعكس تمييزا خاصا. حاليًا، بالإضافة إلى جراند ماستر، يحتوي نيشان الأمير هنري على 72 عقدًا كبيرًا و 3 حاملات و 69 فخريًا.

### جراند ماستر
- مارسيلو ريبيلو دي سوزا، رئيس الجمهورية البرتغالية (2016)

## روابط خارجية
- أوسمة شرفية من البرتغال
- قائمة ذوي الياقات الكبيرة لأمر إنفانتي د.هنريكي